# Gerhard Schöpfel
Gerhard Schöpfel (Erfurt, 19 dicembre 1912 – Bergisch Gladbach, 17 maggio 2003) è stato un aviatore tedesco che prestò servizio nella Luftwaffe durante la seconda guerra mondiale. Asso dell'aviazione, a lui sono accreditate 45 vittorie aeree.

## Biografia
Gerhard Schöpfel nacque il 19 dicembre 1912 a Erfurt, in Turingia. Diventò poliziotto ma nel 1936 si trasferì nella Luftwaffe, l'aeronautica militare della Germania nazista. Una volta completato l'addestramento fu assegnato al 1º gruppo del 233º stormo caccia (I/JG 233), poi rinominato 135º stormo ed infine 51º. Schöpfel, allora sottotenente, entrò nel I/JG 26 nel 1939.
Il 23 settembre 1939, mentre era già stato avanzato al grado di tenente, prese il comando della 9ª squadriglia del 26º stormo caccia (9/JG 26) e registrò la sua prima vittoria il 19 maggio 1940, durante la battaglia di Dunkerque, abbattendo un Hurricane della RAF. Le sue vittorie aumentarono nella battaglia d'Inghilterra, infatti il 18 agosto abbatté quattro Hurricane sopra Canterbury e in seguito ebbe la meglio sugli assi Donald McKay (ferito e lanciatosi con il paracadute) e Kenneth Lee (stessa sorte del suo commilitone), entrambi membri del 501º squadrone RAF. Promosso capitano, Schöpfel si vide assegnare il comando del III/JG 26 succedendo ad Adolf Galland il 22 agosto 1940. I suoi successi non si fermarono e quando raggiunse le 20 vittorie gli fu concessa la Croce di Cavaliere (11 settembre 1940).

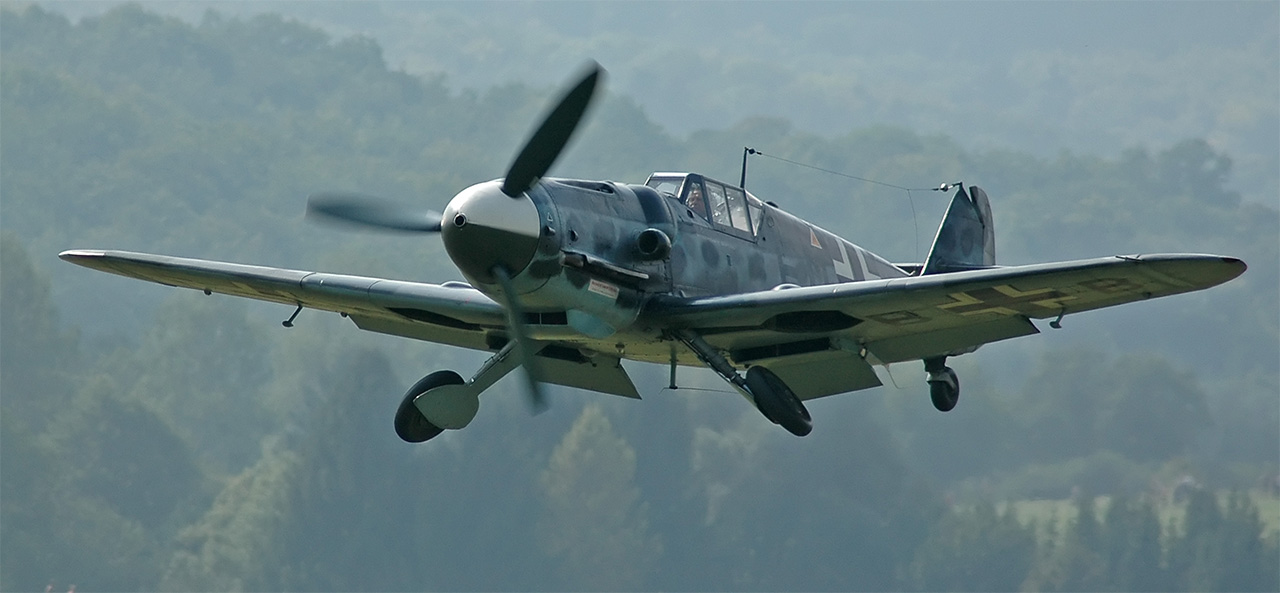
Un Bf 109 G-6 restaurato. Schöpfel fu abbattuto e ferito il 6 agosto 1944 proprio mentre stava pilotando questo tipo di aereo

Il 1º dicembre 1941 Gerhard Schöpfel diventò maggiore e cinque giorni dopo assunse il comando del 26º stormo con il titolo di Kommodore, rimpiazzando ancora una volta Galland, promosso General der Jagdfieger. Il 19 agosto 1942 gli Alleati tentarono uno sbarco a Dieppe (Alta Normandia) così Schöpfel ebbe modo di conseguire la sua 41ª e 42ª vittoria ai danni di due Spitfire. L'asso tedesco lasciò il 26º stormo il 10 gennaio 1943 per coprire incarichi nello stato maggiore della Jagdfliegerführer Bretagne (centro di comando caccia Bretagna) e in seguito nell'Italia meridionale (da luglio) e in Norvegia (da novembre).
Il 1º maggio 1944 Schöpfel militò per un mese nel III/JG 54 prima di essere nominato comandante del JG 4. In questa nuova veste fu abbattuto con il suo Bf 109 G-6 da un caccia Alleato sopra Schwerin; riuscì comunque a lanciarsi, benché ferito, con il suo paracadute e per lui si aprì un periodo di convalescenza durato fino al novembre 1944, quando fu designato come capo degli aerei da caccia in Ungheria. Nel febbraio 1945 comandò la scuola di volo di guerra di Gatow e circa un mese prima della fine della seconda guerra mondiale divenne comandante del JG 6, stanziato in Cecoslovacchia settentrionale.
Fu prigioniero dei sovietici per quattro anni e mezzo, riuscendo a ritornare in Germania solo nel dicembre 1949. Lavorò come autista, commerciante e dall'inizio degli anni sessanta come funzionario della Air Lloyd a Bonn. Morì il 17 maggio 2003 a Bergisch Gladbach. Durante la sua carriera militare riportò un totale di 45 vittorie (di cui 4 bombardieri quadrimotori) conseguite in 700 missioni tutte svolte nel fronte occidentale.